# Ralf Guido Herrtwich
Ralf Guido Herrtwich (* 9. Juli 1962 in Berlin) ist ein deutscher Informatiker und Honorarprofessor an der TU Berlin. Er begann seine Forschungstätigkeit im Bereich Rechnernetze, wo er sich vor allem mit der Audio- und Videoübertragung im Internet beschäftigte. Sein Weg führte über Managementfunktionen in Forschung und Entwicklung der IT- und Telekommunikationsindustrie zur Fahrzeuginformationstechnik, wo er sich bis heute mit der Anwendung künstlicher Intelligenz für das autonome Fahren beschäftigt.

## Wirken
Herrtwich studierte Informatik an der TU Berlin und promovierte dort 1987 zum Thema Software-Rollout in verteilten Systemen.  Seine begleitende Lehrtätigkeit mündete in ein deutsches Standardwerk zur Programmierung nebenläufiger Systeme (s. Publikationen).
Nach einem einjährigen Postdoc-Aufenthalt am International Computer Science Institute an der UC Berkeley begann Herrtwich 1990 am European Networking Center der IBM Deutschland in Heidelberg mit Forschungs- und Entwicklungsarbeiten zur Multimedia-Übertragung in verteilten Systemen. Die dort teilweise im Rahmen des BERKOM-Programms zusammen mit der Deutschen Telekom entstandenen Arbeiten mündeten in den ersten RS/6000-basierten digitalen Video-Server der IBM.
Nach einem einjährigen Aufenthalt in der Europazentrale der IBM in Paris wechselte Herrtwich 1995 zur RWE und war dort in mehreren Leitungsfunktionen am Aufbau von Telekommunikationsunternehmen für den in Deutschland 1998 deregulierten Markt beteiligt (RWE Telliance, o.tel.o). Er war zeitweise zusätzlich Vorstandsmitglied der Aliatel in Prag, einer tschechischen Beteiligung der RWE.
1998 wechselte Herrtwich zu Daimler (damals DaimlerChrysler) und dort übernahm den Forschungsbereich Infotainment und Telematik. In dieser Zeit entstanden die ersten vernetzten Fahrzeuganwendungen bei Mercedes-Benz. 2006 gründete er zur Unterstützung der Forschung auf dem Gebiet der Fahrzeug-Fahrzeug-Kommunikation an seiner Alma Mater das Daimler Center for Automotive IT Innovations, DCAITI. 2009 übernahm er den Forschungs- und Vorentwicklungsbereich Fahrwerk- und Fahrerassistenzsysteme, später auch den Mercedes-Benz-Fahrsimulator.

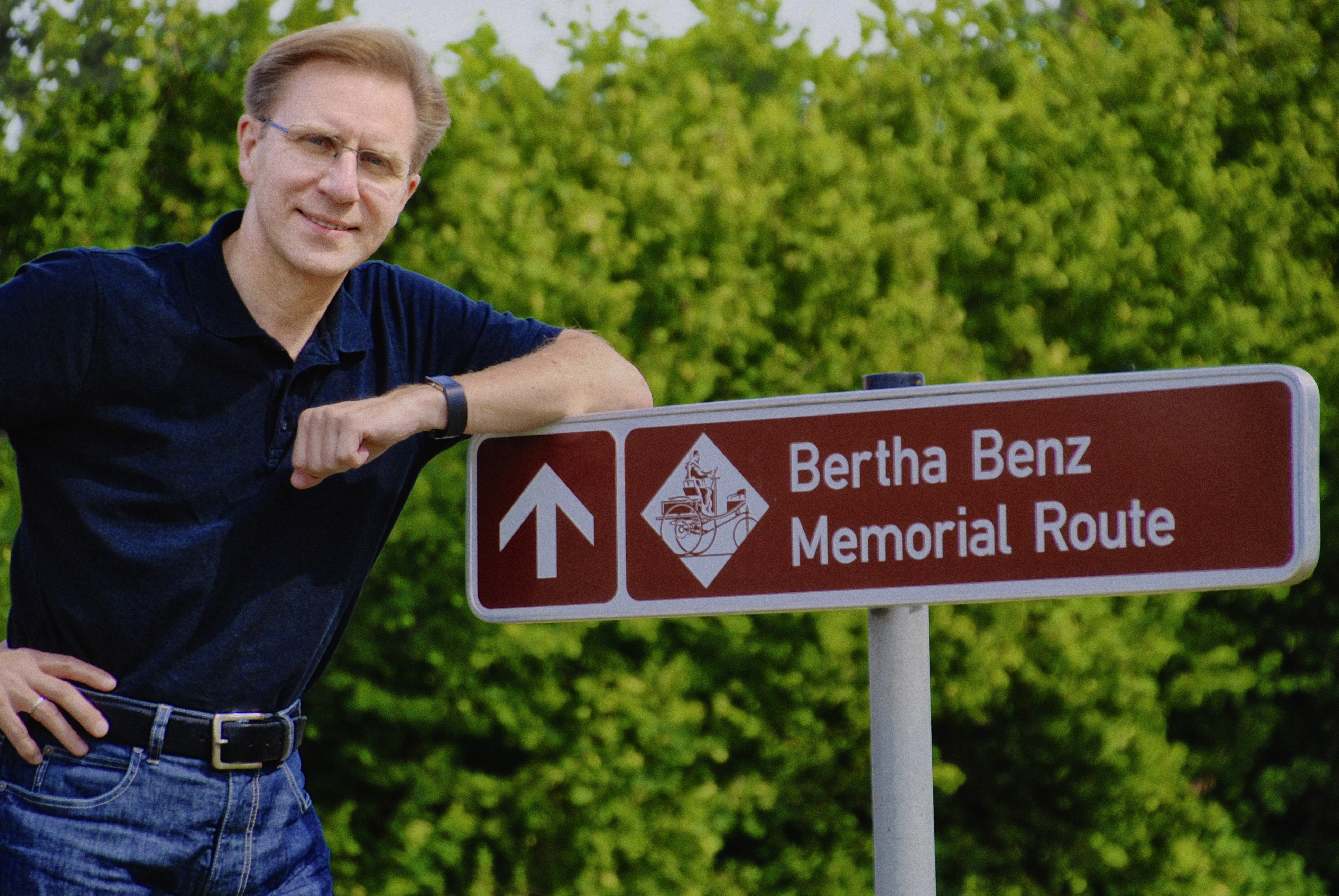
Ralf Herrtwich während der Arbeit am Mercedes-Benz S500 Intelligent Drive

Nachdem frühere Arbeiten zum autonomen Fahren bei Mercedes nach dem Projekt Prometheus eingestellt worden waren, gelang es ihm mit seinem Team, das Thema wieder auf die Entwicklungsagenda der Firma zu setzen. Sichtbarer Ausdruck der Arbeiten seiner Forschungsgruppe war die 2013 auf der IAA in Frankfurt bekannt gemachte autonome Fahrt einer Mercedes-Benz S-Klasse auf der historischen Bertha-Benz-Route von Mannheim nach Pforzheim. Heute sind IntelligentDrive- und DrivePilot-Systeme in unterschiedlichen Automatisierungsstufen für nahezu alle Mercedes-Fahrzeuge verfügbar.
Von 2016 bis 2019 war Herrtwich als Mitglied der Geschäftsführung bei HERE Technologies für den Bereich Automotive und später auch für alle anderen Industriesparten zuständig. In diese Zeit fiel die erste Entwicklung von High-Definition-Karten zur Unterstützung autonomer Fahrzeuge, aber auch die Bereitstellung von Verkehrs-, Park- und Sicherheitsinformationen aus der HERE-Cloud.
Seit 2019 ist Herrtwich bei NVIDIA mit der Entwicklung autonomer Fahrsysteme beschäftigt. Dabei gilt das Augenmerk dem Einsatz großer KI-Modelle für Fahrerunterstützung und -ersatz. NVIDIA steuert seit 2025 Hardware und Software für die Fahrerassistenzsysteme bei Mercedes-Benz bei.

## Publikationen
Herrtwich hat an mehr als 50 wissenschaftlichen Publikationen mitgewirkt. Er war Gründungseditor des Springer-Journals Multimedia Systems und Herausgeber diverser Tagungsbände. 
- Ralf Guido Herrtwich (Ed.): Network and Operating System Support for Digital Audio and Video. Lecture Notes. in: Computer Science 614, Springer-Verlag 1991

- Ralf Guido Herrtwich, Günter Hommel: Kooperation und Konkurrenz: Nebenläufige, verteilte und echtzeitabhängige Programmsysteme. Springer-Verlag, 1989 (2. Auflage: Nebenläufige Programme. 1994)

## Auszeichnungen
- 2019 Fellow der Gesellschaft für Informatik[5]
- 2023 ADAS Award des Uni-DAS e.V.[6]